# John Lee Hooker
John Lee Hooker (22. srpna 1917 Coahoma County, Mississippi, USA – 21. června 2001, Los Altos, Kalifornie, USA) byl americký poválečný bluesový kytarista a zpěvák.

## Život
Narodil se roku 1917 v americkém státě Mississippi a bývá řazen mezi představitele delta blues, tedy nejranější podoby blues. Vydal řadu alb, k Hookerovým nejznámějším písním patří např. „Boogie Chillen'“ či „Boom Boom“. Byl bratranec bluesového zpěváka a kytaristy Earla Hookera. Jeho písně zazněly v počítačové hře Mafia II nebo filmu Vlk z Wall Street.

## Kompletní diskografie
- 15 Classic Tracks
- 1965 London Sessions
- 36 Blues Masterpieces
- 40th Anniversary Album
- Alone
- Alone, Vol. 1
- Alone, Vol. 2
- Alone: The First Concert
- Alone: The Second Concert
- Alternative Boogie: Early Studio Recordings 1948–1952
- Anywhere, Anytime, Anyplace
- Best Blues Masters, Vol. 2
- Best of Friends
- Best of Friends [Bonus Track]
- Best of Hooker 'n Heat
- Best of John Lee Hooker
- Best of John Lee Hooker & Canned Heat
- Best of John Lee Hooker 1965–1974
- Best of John Lee Hooker [EMI-Capitol Special Markets]
- Best of John Lee Hooker [GNP]
- Best of John Lee Hooker [JCI]
- Best of John Lee Hooker [Music Club]
- Best of John Lee Hooker [Prism]
- Best of John Lee Hooker, Vol. 1
- Best of John Lee Hooker: 20th Century Masters
- Big Soul of John Lee Hooker
- Black Man Blues
- Black Night Is Falling
- Blue on Blues
- Blues Biography
- Blues for Big Town
- Blues Kingpins
- Blues Legend
- Blues Masters: John Lee Hooker
- Blues Twinpack
- Blues: 1948–1949
- Bluesman: Collector's Edition
- Boogie Awhile
- Boogie Chillen [2006]
- Boogie Chillen [Indigo]
- Boogie Chillen: 1948–1949 [EPM]
- Boogie Chillen: Original 1948–1954 Blues Masterpieces [SACD]
- Boogie Chillin [Morada Music]
- Boogie Chillun [Charly]
- Boogie Chillun [Fantasy]
- Boogie Man [Culture Press]
- Boom Boom and Other Classics
- Boom Boom [K-Tel]
- Boom Boom [Legacy]
- Boom Boom [Pazzazz]
- Boom Boom [Pointblank]
- Boom Boom [QED]
- Boom Boom [Synergy]
- Boom Boom: Best of John Lee Hooker
- Born in Mississippi, Raised Up in Tennessee
- Burnin'
- Burning Hell
- Burning Hell [Our World]
- Burning Hell [Riverside]
- Chess Masters
- Chill Out
- Classic Early Years 1948-51
- Coast to Coast Blues Band
- Coast to Coast Blues Band/Anywhere, Anytime, Anyplace
- Collection 1948-52
- Complete 1964 Recordings
- Complete 50's Chess Recordings
- Complete, Vol. 1 – Detroit 1948–1949
- Complete, Vol. 3 – Detroit 1949–1950
- Complete, Vol. 5
- Complete, Vol. 6
- Concert at Newport
- Country Blues of John Lee Hooker
- Cream [Fuel 2000]
- Cream [Tomato]
- Definitive Collection
- Definitive Collection [Hip-O]
- Detroit Blues 1950–1951
- Detroit Special
- Detroit: 1948–1949
- Dimples [Charly]
- Dimples [Classic Blues]
- Dimples [DJM]
- Don't Look Back
- Don't Look Back [2004]
- Don't Turn Me from Your Door: John Lee Hooker Sings His Blues
- Don't You Remember Me
- Down Child
- Down Home Blues
- Dusty Road
- Dusty Road [Pazzazz]
- Early Years, Vol. 1
- Early Years, Vol. 2
- Electric [Collector's Edition]
- Electric [Magnum]
- Endless Boogie
- EP Collection…Plus
- Essential
- Essential Collection
- Everybody Rockin'
- Everybody's Blues
- Final Recordings, Vol. 1: Face to Face
- Folk Lore of John Lee Hooker
- Forever Gold
- Forever Gold [Single Disc]
- Free Beer & Chicken
- Get Back Home
- Giant of Blues
- Gold
- Gold Collection [Fine Tune]
- Gold Collection [Retro]
- Golden Classics
- Golden Legends
- Golden Legends [St. Clair]
- Gotham Golden Classics: Rare Recordings
- Graveyard Blues [Specialty Reissue Series]
- Great
- Half a Stranger
- Healer
- High Profile
- Highway of Blues
- His Best Chess Sides (Chess 50th Anniversary Collection)
- Hobo Blues
- Hook: 20 Years of Hits
- Hooked on Blues
- Hooker
- Hooker & the Groundhogs
- Hooker & The Hogs [Indigo]
- Hooker & The Hogs [Silverline]
- Hooker 'n Heat
- Hooker 'N' Heat (Recorded Live at the Fox Venice Theatre)
- Hookered on Blues
- House of the Blues
- House Rent Boogie [Ace]
- House Rent Boogie [Charly]
- I Feel Good (Jewel/Paula)
- I Feel Good [Spotlite]
- I'm a Boogie Man: The Essential Masters 1948–1953
- I'm in the Mood [BMG International]
- I'm in the Mood [Pazzazz]
- I'm in the Mood [Sound Solutions]
- I'm John Lee Hooker
- I'm Ready
- If You Miss 'Im…I Got 'Im
- In Person
- Is He the World's Greatest Blues Singer?
- It Serves You Right to Suffer
- Jack O' Diamonds: 1949 Recordings
- Jealous
- John Lee Hooker (Members Edition)
- John Lee Hooker at Newport
- John Lee Hooker Collection
- John Lee Hooker Is Hip: Greatest Hits
- John Lee Hooker on Vee-Jay, 1955–1958
- John Lee Hooker Plays and Sings the Blues
- John Lee Hooker Sings the Blues
- John Lee Hooker [Arti Faxt/Prophecy]
- John Lee Hooker [Dressed to Kill 2001]
- John Lee Hooker [Dressed To Kill]
- John Lee Hooker [Everest]
- John Lee Hooker [Legend]
- John Lee Hooker [Platinum]
- John Lee Hooker's Detroit [3 LPs]
- Kabuki Wuki
- King of Boogie
- King of the Boogie
- Kings of the Blues Guitar
- Legendary Blues Recordings: John Lee Hooker
- Legendary Modern Recordings 1948–1954
- Legends Collection
- Let's Make It
- Live at Cafe Au Go Go
- Live at Cafe Au Go-Go (And Soledad Prison)
- Live at Newport
- Live at Sugar Hill, Vl. 2
- Live in Concert [Chrisly]
- Live [CMA]
- Low Down Midnight Boogie
- Mad Man Blues
- Mambo Chillun: Charly Blues Masterworks, Vol. 19
- Man, the Legend
- Mastercuts
- Meet Me Around the Corner
- Mess'a Blues: The John Lee Hooker Collection
- Mississippi River Delta Blues
- Moanin' the Blues [Charly]
- Moanin' the Blues [Eclipse]
- More Real Folk Blues: The Missing Album
- Most Famous Hits: The Album
- Mr. Lucky
- My Dusty Roads
- Never Get Out of the Blues Alive
- No Friend Around
- Nothing But The Blues
- Nothing But the Blues [Magnum]
- Old Time Shimmy
- On Campus
- Original Folk Blues of John Lee Hooker
- Plays the Blues
- Rare Hooker
- Real Blues – Live in Houston 1979
- Real Folk Blues
- Real Folk Blues/More Real Folk Blues
- Rising Sun Collection: John Lee Hooker, 1977
- Rock With Me
- Sad & Lonesome
- Shades of Blue
- Shake It Baby
- Shake, Holler And Run
- Simply the Truth
- Sing Blues
- Sings the Blues/Soul Blues
- Sings the Blues: That's My Story
- Sittin' Here Thinkin'
- Solid Sender
- Specialty Profiles
- Story Songs and Voices of the Blues
- That's My Story
- That's My Story/John Lee Hooker Sings the Blues
- That's Where It's At!
- This Is Hip
- This Is Hip: Best of John Lee Hooker [#1]
- This Is Hip: Charly Blues Masterworks, Vol. 7
- Too Much Boogie
- Travelin'
- Trouble Blues
- Trouble Blues [Dove]
- Trouble Blues [Prime Cuts]
- Trouble Blues [Retro]
- Two Sides of Hooker 1954/1968
- Ultimate Collection (1948–1990)
- Unknown John Lee Hooker: 1949 Recordings
- Urban Blues
- Very Best of Boom Boom
- Very Best of John Lee Hooker [Buddah]
- Very Best of John Lee Hooker [Charly]
- Very Best of John Lee Hooker [Rhino]
- Very Best Of: I'm The Boogie Man
- Whiskey & Wimmen
- Winning Combinations: John Lee Hooker & Muddy Waters